# Joaquin Phoenix
Joaquin Raphael Phoenix ([wɑːˌkiːn ˈræfiəl ˈfiːnɪks]; * 28. října 1974 San Juan, Portoriko) je americký herec a bratr Rivera Phoenixe, jenž byl také hercem.
Během své kariéry získal cenu Grammy, Zlatý glóbus, Oscara a tři nominace na Oscara. Za roli ve filmu Gladiátor (2000) obdržel první oscarovou nominaci v kategorii nejlepší mužský herecký výkon ve vedlejší roli. Následovaly dvě nominace v kategorii nejlepší mužský herecký výkon v hlavní roli za filmy Walk the Line (2005) a Mistr (2012); roku 2020 obdržel Oscara za výkon v hlavní roli dramatu Joker (2019).
Objevil se také ve filmech Ukradni, co můžeš! (2001), Znamení (2002), Medvědí bratři (2003), Hotel Rwanda (2004), Vesnice (2004), Noc patří nám (2007), Milenci (2008), The Immmigrant (2013), Ona (2013), Skrytá vada (2014), Nikdys nebyl (2017).
Phoenix obhajuje práva zvířat; již ve třech letech se začal stravovat jako vegan.
V roce 2020 se jemu a jeho snoubence Rooney Mara narodil syn, kterého pojmenovali River – podle Phoenixova staršího bratra Rivera Phoenixe.

## Filmografie

### Film
| Rok  | Název                          | Role                  | Poznámky            |
| ---- | ------------------------------ | --------------------- | ------------------- |
| 1985 | Kids Don't Tell                | Frankie               |                     |
| 1986 | Vesmírný tábor                 | Max Graham            |                     |
| 1987 | Rusové                         | Danny                 |                     |
| 1989 | Rodičovství                    | Garry Buckman         |                     |
| 1995 | Zemřít pro ...                 | Jimmy Emmett          |                     |
| 1997 | Rande                          | Doug Holt             |                     |
| 1997 | U-Turn                         | Toby N.Tucker         |                     |
| 1998 | Poprava                        | Lewis McBride         |                     |
| 1998 | Není úniku                     | Clay Bidwell          |                     |
| 1999 | 8 MM                           | Max California        |                     |
| 2000 | Temná zákoutí                  | Willie Gutierrez      |                     |
| 2000 | Gladiátor                      | Commodus              |                     |
| 2000 | Quills – Perem markýze de Sade | Abbé de Coulmier      |                     |
| 2001 | Znamení                        | Ray Elwood            |                     |
| 2002 | Signs                          | Merrill Hess          |                     |
| 2003 | Za všechno může láska          | John                  |                     |
| 2003 | Medvědí bratři                 | Kenai (hlas)          |                     |
| 2004 | Vesnice                        | Lucius Hunt           |                     |
| 2004 | Hotel Rwanda                   | Jack Daglish          |                     |
| 2004 | Okrsek 49                      | Jack Morrison         |                     |
| 2005 | Earthlings                     | Vypravěč              | dokument            |
| 2005 | Walk the Line                  | Johnny Cash           |                     |
| 2007 | Noc patří nám                  | Bobby Green           | také producent      |
| 2007 | Reservation Road               | Ethan Learner         |                     |
| 2008 | Milenci                        | Leonard Kraditor      |                     |
| 2010 | I'm Still Here                 | Sám sebe              |                     |
| 2012 | Mistr                          | Freddie Quell         |                     |
| 2013 | The Immigrant                  | Bruno Weiss           |                     |
| 2013 | Ona                            | Theodore Twombly      |                     |
| 2014 | Skrytá vada                    | Larry „Doc“ Sportello |                     |
| 2015 | Iracionální muž                | Abe Lucas             |                     |
| 2015 | Unity                          | Vypravěč              | dokument            |
| 2017 | Nikdys nebyl                   | Joe                   |                     |
| 2018 | Neboj, daleko neuteče          | John Callahan         |                     |
| 2018 | Máří Magdaléna                 | Ježíš                 |                     |
| 2018 | Dominion                       | Vypravěč              | dokument            |
| 2018 | The Sisters Brothers           | Charlie Sisters       |                     |
| 2018 | Lou                            | Karl                  | krátkometrážní film |
| 2019 | Joker                          | Arthur Fleck / Joker  |                     |
| 2020 | Guardians of Life              | chirurg               | krátkometrážní film |
| 2021 | C'mon C'mon                    | Johnny                |                     |
| 2023 | Disappointment Blvd.           | Beau Wassermann       |                     |
| 2023 | Napoleon                       | Napoleon Bonaparte    |                     |
| 2023 | On se bojí                     | Beau Wassermann       |                     |
| 2024 | Far Bright Star                | Napoleon Childs       |                     |
| 2024 | Joker: Folie à Deux            | Arthur Fleck / Joker  |                     |

### Televize
| Rok  | Název                           | Role            | Poznámky                                  |
| ---- | ------------------------------- | --------------- | ----------------------------------------- |
| 1982 | Seven Brides for Seven Brothers | Travis          | díl: „Christmas Song“                     |
| 1984 | The Fall Guy                    | Kid             | díl: „Terror U.“                          |
| 1984 | ABC Afterschool Specials        | Robby Ellsworth | díl: „Backwards: The Riddle of Dyslexia“  |
| 1984 | Poldové z Hill Streett          | Daniel          | díl: „The Rise and Fall of Paul the Wall“ |
| 1984 | To je vražda, napsala           | Billy Donovan   | díl: „Záhadná smrt knížete Děsu“          |
| 1986 | Alfred Hitchcock uvádí          | Pagey Fisher    | díl: „A Very Happy Ending“                |
| 1986 | Morningstar/Eveningstar         | Doug Roberts    | 7 dílů                                    |
| 1989 | The New Leave It to Beaver      | Kyle Cleaver    | díl: „Still the New Leave It to Beaver“   |
| 1989 | Superboy                        | Billy Hercules  | díl: „Little Hercules“                    |